# 1950 في إندونيسيا
فيما يلي قوائم الأحداث التي وقعت خلال عام 1950 في إندونيسيا.

## سياسة

### تعيين في المنصب
- 21 يناير – فقيه عثمان وزير الشؤون الدينية لجمهورية أندونيسيا.

### انتهاء فترة المنصب
- 17 أغسطس – فقيه عثمان وزير الشؤون الدينية لجمهورية أندونيسيا.

## مواليد

### أكتوبر
- 5 أكتوبر – لاورا غيمسر[1]

## وفيات

### أغسطس
- 28 أغسطس – إرنست دويس ديكر (مواليد 1879)[2]